# Rhabdomyolyse
Mit Rhabdomyolyse (altgriechisch ῥᾰ́βδος rhabdos, deutsch ‚Stab‘) wird in der Medizin die Auflösung quergestreifter Muskelfasern bezeichnet. Dazu gehören die Skelettmuskulatur sowie Herzmuskulatur und Zwerchfell.

## Ursachen

### Traumatisch oder durch Einwirkung von außen
1. Verletzungen, wobei nach einem Unfall verletzte Muskelfasern eliminiert werden (z. B. Crush-Syndrom)
2. Elektroschock
3. Nach Operationen
4. Nach Krampfanfällen
5. Compartment-Syndrom
6. Durch langes Liegen
7. Nach intensivem Training wie z. B. CrossFit, Body Building oder Cycling/Spinning, insbesondere bei Anfängern oder nach längerer Trainingspause.[1] Speziell beim EMS-Training kommt es, unsachgemäß angewendet, schnell zu erhöhten Creatin-Kinase-Werten im Blut.

### Nichttraumatische Ursachen
1. Medikamente/Drogen, z. B. Neuroleptika (siehe auch Malignes Neuroleptisches Syndrom), Präparate zur Cholesterinsenkung (Statine, z. B. Cerivastatin), Schlafmittelvergiftungen, Tokolytika (z. B. Ritodrin),[2] Isotretinoin, Propofol, Kokain
2. Maligne Hyperthermie
3. Hitzschlag
4. Alkoholexzesse
5. Infektiös, vor allem durch Virusinfektionen
6. Elektrolytstörung
7. Muskelentzündungen
8. Stoffwechselstörungen, z. B. Myophosphorylase-Defizit (McArdle-Krankheit), Carnitin Palmityltransferase 2 (CPT 2)-Mangel
9. Autoimmunerkrankungen
10. Endokrinopathien
11. Sichelzellkrisen
12. Gasbrand
13. Schlangengifte
14. Pilzgifte, z. B. Grünling (Tricholoma equestre)
15. Coturnismus (Wachtelvergiftung)

## Diagnostik
Nachgewiesen wird eine leichte Rhabdomyolyse oftmals nur durch eine erhöhte Konzentration von Enzymen im Blut, die normalerweise im Muskel vorkommen. Zu diesen Enzymen gehören die Creatin-Kinase (CK) und die Lactatdehydrogenase (LDH).
Bei einer hohen Konzentration von Myoglobin im Blut kommt es auch zu einer Myoglobinurie, also einer Ausscheidung von Myoglobin über die Nieren. Der Urin färbt sich dadurch rot-braun.

## Komplikationen
Eine gefürchtete Komplikation der Rhabdomyolyse ist das akute Nierenversagen: Das freigewordene Myoglobin kann die Niere schädigen (akute Tubulusnekrose). Dies geschieht auf dreierlei Weise:
1. Das im Myoglobin enthaltene Häm kann die Nierenkanälchen durch Pigmentzylinder verstopfen;
2. Eisen wird frei und schädigt die Tubuluszellen;
3. Durch die Verschiebung von Flüssigkeit in den geschädigten Muskel hinein kann es zu einem Volumenmangel in den Gefäßen und damit zu einer Minderdurchblutung der Nieren kommen.[3]

## Behandlung
Eine ursächliche Behandlung steht nicht zur Verfügung. Allerdings bildet sich die Rhabdomyolyse meist über einen längeren Zeitraum aus und kann bei rechtzeitigem Unterbinden der auslösenden Faktoren möglicherweise rückgängig gemacht werden.
Um eine Schädigung der Nieren zu verhindern, ist eine forcierte Diurese notwendig. Dabei werden dem Patienten mehrere Liter Flüssigkeit in Form von Infusionen zugeführt und die Harnausscheidung durch Schleifendiuretika stimuliert. Dies soll die Ausscheidung des Myoglobins beschleunigen und gleichzeitig das Myoglobin im Urin verdünnen. Außerdem kann der Urin alkalisiert werden, um ein Ausfallen des Myoglobins im sauren Milieu zu verhindern. In extremen Fällen kann eine Dialyse mit einer Hämoadsorption (CytoSorb®) eingesetzt werden, um das schädliche Myoglobin aus dem Blut zu entfernen.